# Banfora
Banfora é uma cidade no sudoeste de Burquina Fasso, cuja população é de aproximadamente 50 000 habitantes. Desenvolveu-se mediante a indústria da cana de açúcar e se encontra na linha ferroviária que une Abidjan e Uagadugu. É um dos principais destinos turísticos do país, já que dela se acede facilmente às cascatas, ao lago Tengrela (no qual vivem hipopótamos) e às montanhas de Sindu - uma formação rochosa natural, muito conhecida pelos alpinistas.

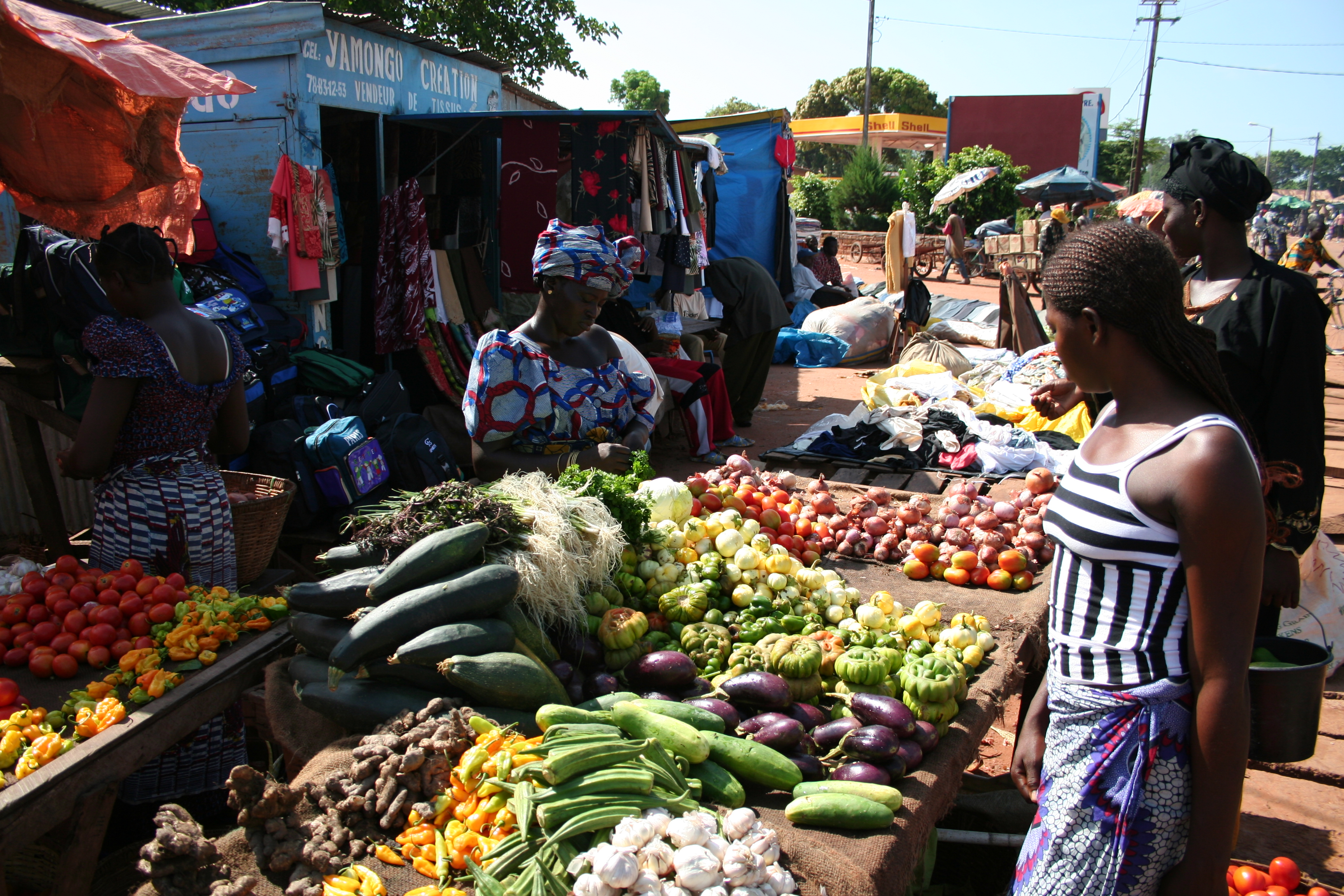
O mercado de Banfora oferece uma diversidade de produtos locais

## Transportes
- Aeroporto de Banfora